# 全国ユース切手展
全国ユース切手展/JUNEX（ぜんこくゆーすきっててん/じゅねっくす）とは、ユース層を対象にした郵趣コレクションの展覧会で、財団法人日本郵趣協会(JPS)の主催により、1973年(昭和48年)から毎年夏に開催されていたが、2011年(平成23年)を最後に開催は途絶えている。全国ユース切手展は競争出品を全国から公募して展示し国内審査が行われ、一般競争部門の金銀賞(75点)以上の作品には国際切手展ユース部門への出品資格が与えられる。

## 概要
1960年代は全国切手展にジュニア部門が設置されていたが、1970年代初めの沖縄切手投機事件によって、ユース層を保護し健全な切手収集を促進していくため、ジュニア切手雑誌「スタンプクラブ」の創刊に併せて、ユース層だけを対象にした切全国規模の切手展を独立して開催することになった。
当初はジュニア全国切手展という名称で開催され、日本部門、外国部門、トピカル部門の3部門で構成されていた。1999年からは夏休み切手まつり＜サマーペックス＞に吸収された。

## 切手展の構成
国際切手展への出品資格が与えられる一般競争部門、気軽に出品を楽しめる自由部門で構成されている。
- 一般競争部門は6歳～22歳を対象にして、出品分野は日本切手、外国切手、テーマティクの３分野がある。
- 自由研究部門は6歳～17歳を対象にして、日本や世界の切手の中から好きな切手やシリーズを選んで作品を構成する。

## 切手展の審査
審査は絶対評価のポイント制で行われ、審査結果は得点やコメントが記載された評価表が配布される。
- 一般競争部門は、優れた作品に金賞、金銀賞、銀賞、銀銅賞、銅賞、佳作、奨励賞が贈られる。
- 自由研究部門は、教育関係者、博物館学芸員などの審査員で構成され、優れた作品には1等賞、2等賞、3等賞、佳作が贈られる。